# Čeľovce
Čeľovce (em húngaro: Cselej) é um município da Eslováquia, situado no distrito de Trebišov, na região de Košice. Tem 13,27 km² de área e sua população em 2018 foi estimada em 548 habitantes.

## Demografia
| Ano:        | 1994 | 2004   | 2014   | 2024   |
| ----------- | ---- | ------ | ------ | ------ |
| Broj ljudi: | 487  | 526    | 559    | 551    |
| Razlika:    |      | +8,00% | +6,27% | -1,43% |

| Ano:               | 2023 | 2024   |
| ------------------ | ---- | ------ |
| Número de pessoas: | 562  | 551    |
| Diferença:         |      | -1,95% |